# Giełczyn, Łomża
Giełczyn este un sat din comuna Łomża, powiatul Łomża, voievodatul Podlasia, Polonia..
Satul este situat la marginea de nord-est a mezoregiunii⁠(d) Interfluviul Łomża (în poloneză Międzyrzecze Łomżyńskie.
| SIMC    | Nume    | Tip          |
| ------- | ------- | ------------ |
| 0400679 | Białka  | parte de sat |
| 0400685 | Wysocha | parte de sat |

Credincioșii romano-catolici aparțin parohiei Corpus Christi din Łomża, și în sat funcționează o capelă.